# Oradour-sur-Glane
Oradour-sur-Glane is een gemeente in het Franse departement Haute-Vienne. Oradour-sur-Glane telt 2.517 inwoners (1 januari 2022). De plaats maakt deel uit van het arrondissement Rochechouart.

## Geschiedenis
Het dorp werd op 10 juni 1944 verwoest in het bloedbad van Oradour-sur-Glane. Troepen van de Duitse 2. SS-Panzer-Division Das Reich overvielen als vergeldingsactie het dorp, dreven de mannen in graanschuren en fusilleerden hen, dreven de vrouwen en kinderen in de imposante kerk waar een doos stond met explosieven, en toen ze naar buiten gingen en probeerden te ontsnappen werden de overlevenden doodgeschoten, en vervolgens ook de rest van het dorp. 642 mensen werden zo in drie uur vermoord en het dorp werd verwoest (643 volgens de gegevens op de herdenkingsplaat ter plaatse).
Het was de grootste massaslachting door de nazi's op burgers in Frankrijk, vermoedelijk ook de grootste in West-Europa, en werd voor de Fransen het symbool van de nazi-barbarij.
Na de oorlog werd het dorp nabij de ruïnes herbouwd. Onder impuls van minister van Binnenlandse Zaken Adrien Tixier werd beslist de ruïnes te laten staan als herinnering aan het bloedbad. Het nieuwe dorp werd in uniforme stijl gebouwd. Dit nieuwe dorp werd in 2007 erkend als Patrimoine du XXe siècle.

## Geografie
De oppervlakte van Oradour-sur-Glane bedroeg op 1 januari 2022 38,16 vierkante kilometer; de bevolkingsdichtheid was toen 66 inwoners per km². De onderstaande kaart toont de ligging van Oradour-sur-Glane met de belangrijkste infrastructuur en aangrenzende gemeenten.

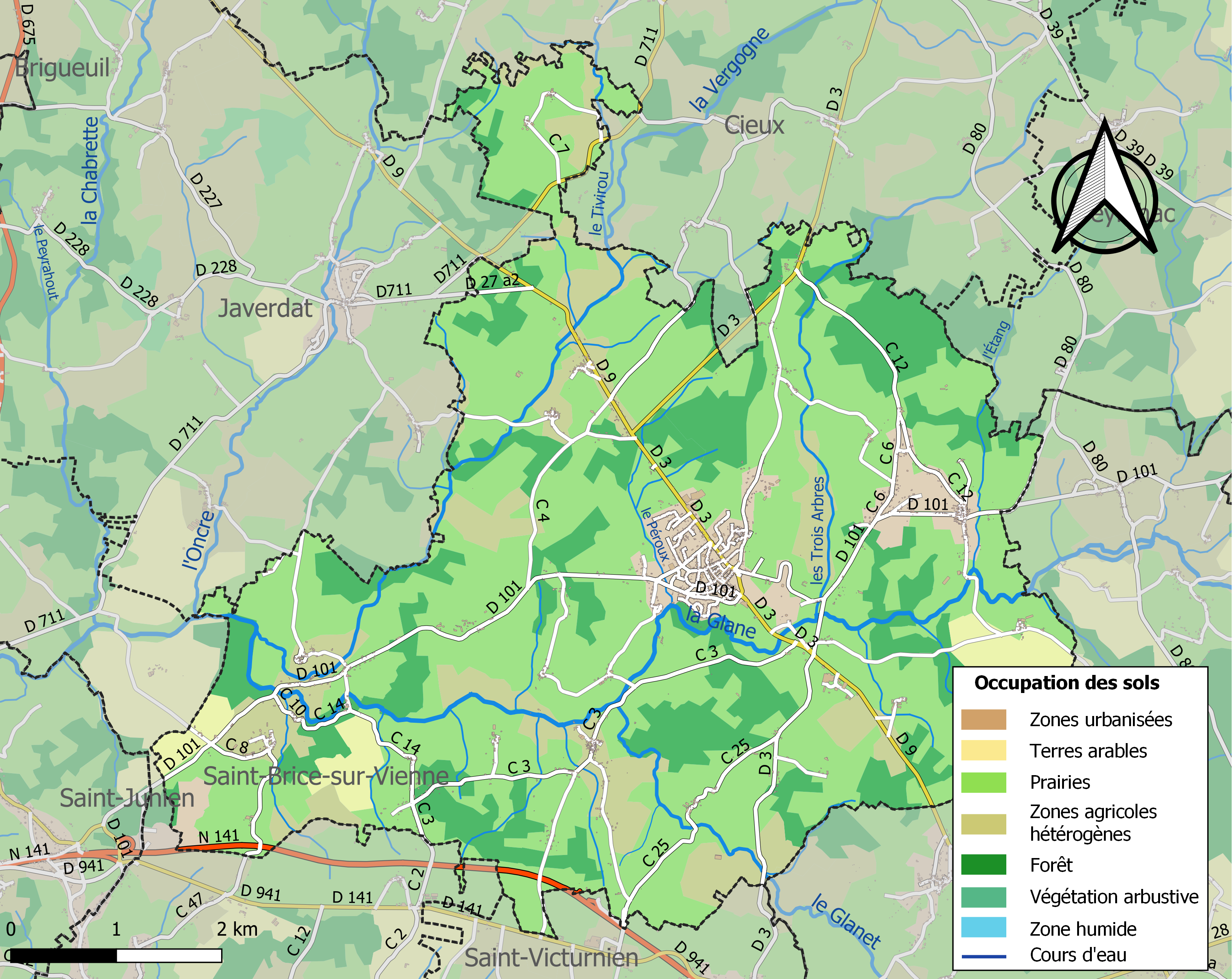

## Demografie
Onderstaande figuur toont het verloop van het inwoneraantal van Oradour-sur-Glane vanaf 1962.
Bron: Frans bureau voor statistiek. Cijfers inwoneraantal volgens de definitie
 population sans doubles comptes (zie de gehanteerde definities)

## Geboren
- Robert Hébras (1925-2023), oorlogsoverlevende en schrijver